# Wilmot Gibbes de Saussure
Pour les articles homonymes, voir Gibbes et Saussure.
Wilmot Gibbes de Saussure (23 juillet 1822 – 1er février 1886) est un brigadier général de la milice de Caroline du Sud, qui a servi avec l'armée des États confédérés en Caroline du Sud à divers moments au cours de la guerre de Sécession. En tant que colonel, il conduit son régiment lors de l'occupation de fort Moultrie et le bombardement de fort Sumter au début de la guerre. Il est nommé brigadier général ainsi qu'adjudant général et inspecteur général (en) de la milice de la Caroline du Sud en 1862. Il commande une partie des défenses de Charleston lors du siège de l'Union de la ville en 1863. Il mène également ses hommes pour s'opposer à la marche du major général William T. Sherman dans les Carolines.
De Saussure sert pendant cinq mandats de deux ans à l'assemblée générale de Caroline du Sud en 1848–1849, 1854–1857 et 1860–1863. Il sert également  comme secrétaire au Trésor de la Caroline du Sud de l'été de 1861 au 11 avril 1862. Après la guerre, de Saussure est un avocat de renom et est actif dans les affaires publiques. Il écrit plusieurs œuvres sur l'histoire de la Caroline du Sud et est un grand maître des francs-maçons et le président de la Huguenot Society, de la Cincinnati Society et d'autres organisations civiques.

## Avant la guerre
Wilmot G. de Saussure naît à Charleston, Caroline du Sud le 23 juillet 1822,. Ses parents sont Henry A. de Saussure, un avocat, et Susan (Boone) de Saussure,. De Saussure est diplômé de l'université de Caroline du Sud, en 1840, après deux années d'étude. Il fait ensuite des études de droit et devient un éminent avocat à Charleston, pratiquant avec son père.
De Saussure sert à la chambre des représentants de Caroline du Sud de l'assemblée générale de Caroline du Sud en 1848-1849, 1854-1857 et 1860-1863.
Wilmot Gibbes de Saussure épouse Martha Gourdin. Lorsque leur fils aîné, Henry A. de Saussure, meurt en 1903, deux fils adultes et trois filles adultes sont encore en vie.

## Guerre de Sécession
Wilmot Gibbes de Saussure commence son service lors de la guerre de Sécession en tant que colonel du 1st South Carolina Artillery Regiment de la quatrième brigade de la milice de Caroline du Sud lors du siège du fort Sumter. Sa force occupe le fort Moultrie, lorsque la garnison de l'armée américaine se retire à fort Sumter, le 26 décembre 1861. De Saussure a le commandement des batteries de l'île Morris pendant le bombardement de fort Sumter du 12 avril au 14 avril 1861.
En août 1861, de Saussure est nommé brigadier général de la milice de Caroline du Sud et reçoit le commandement de la quatrième brigade pour le reste de la guerre. Le 11 avril 1862, de Saussure est élu à adjudant-général et inspecteur général de la milice de Caroline du Sud. Il est également nommé secrétaire au Trésor de la Caroline du Sud à l'été 1861 par le gouverneur de la Caroline du Sud Francis Pickens.
De Saussure commande une force de la milice et de troupes de l'armée des États Confédérés pendant le siège de Charleston, en 1863. Cette force garde les arrières de la ville.
À la fin de 1864 et au début de 1865, les hommes de Saussure sont envoyés pour s'opposer aux forces du major général de l'Union William T. Sherman alors qu'elles marchent dans les Carolines.

## Après la guerre
Après la guerre, Wilmot G. de Saussure est un avocat de renom et est actif dans les affaires publiques à Charleston. Il écrit plusieurs œuvres sur l'histoire de la Caroline du Sud. Il est président de la Huguenot Society et de la Cincinnati Society (les fils de Cincinnati). Il est également président de la St Andrew's Society,  de la St. Cecilia Society et de la Charleston Library Society. Il est commissaire du port pour Charleston et membre de la chambre de commerce. De Saussureest un franc-maçon. Il sert en tant que grand maître de sa loge de 1873 à 1875. Il est également membre des Odd Fellows. Le frère de Saussure sert en tant que Grand Sire pendant un mandat de 1853 à 1855 - étant installé à Philadelphie, en Pennsylvanie, et présidant à Baltimore, MD.[réf. nécessaire]
Wilmot Gibbes de Saussure est décédé le 1er février 1886 à Ocala, en Floride, où il était parti avec l'espoir de rétablir sa santé gravement détériorée. Il est enterré dans Magnolia Cimetière, Charleston, Caroline du Sud.